# Stathmonotus lugubris
Stathmonotus lugubris är en fiskart som beskrevs av Böhlke, 1953. Stathmonotus lugubris ingår i släktet Stathmonotus och familjen Chaenopsidae. IUCN kategoriserar arten globalt som livskraftig. Inga underarter finns listade i Catalogue of Life.